# 대화서유지애니일만년
《대화서유지애니일만년》(중국어 간체자: 大话西游之爱你一万年, 정체자: 大話西遊之愛你一萬年, 병음: Dà huà xī yóu zhī ài nǐ yī wàn nián 다화시유즈아이니이완녠[*])은 중국의 드라마이다.